# The One (Brussel)

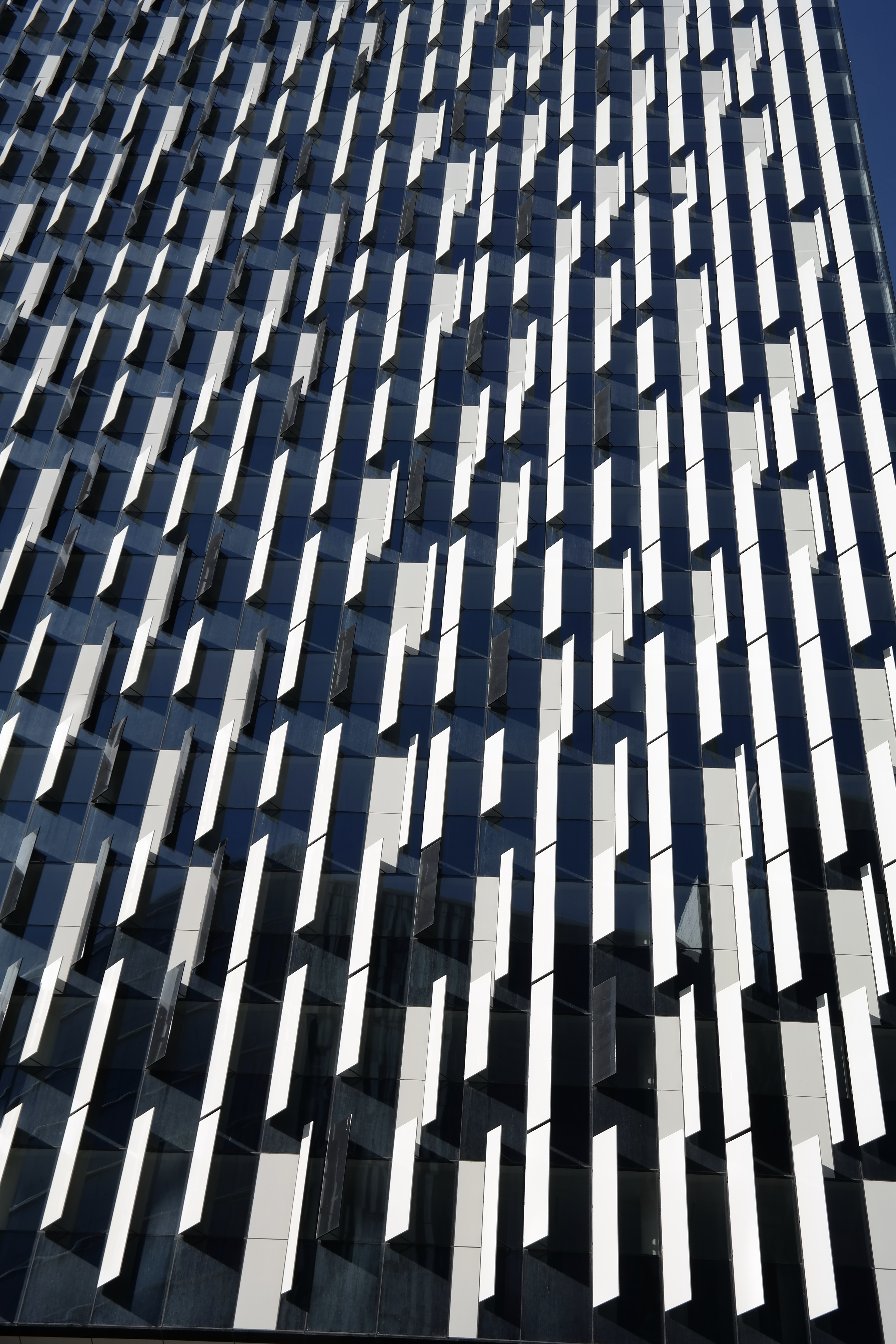
De gevel van The One

The One is een gebouw in de Wetstraat 107 in de Europese Wijk in Brussel.
Het 103 meter hoge torengebouw bestaat uit kantoren (onder andere de Europese Commissie met tolkendienst DG Tolken (SCIC), DG Informatica, DG Human Resources en Veiligheid, EPSO), woningen en handelsruimtes. De toren werd ontwikkeld tussen 2015 en 2019 door bouwpromotor Atenor en vervangt het voormalige Hotel Europa (Crowne Plaza) dat in 2015 werd gesloopt. De stijl van de buitenkant lijkt op One57 in New York.